# Parafia Narodzenia Najświętszej Maryi Panny w Wierzchowicach
Parafia Narodzenia Najświętszej Maryi Panny w Wierzchowicach – znajduje się w dekanacie Milicz w archidiecezji wrocławskiej. Erygowana w 1971 roku.
Obsługiwana przez księży archidiecezjalnych. Jej proboszczem jest ks. mgr Henryk Matuszak, a administratorem od 2025 jest ks. mgr lic. Paweł Stypa.

## Parafialne księgi metrykalne
| Księgi metrykalne | Okres ewidencji |
| ----------------- | --------------- |
| chrztów           | 1946 -          |
| ślubów            | 1946 -          |
| zgonów            | 1946 -          |